# Jindřich Josef z Auerspergu
Jindřich Josef Jan 4. kníže z Auerspergu, vévoda minstrberský (německy Heinrich Joseph Johann Fürst von Auersperg, Herzog von Münsterberg; 24. června 1697 Vídeň – 9. února 1783 Vídeň) byl rakouský šlechtic a dvořan. Během několika desetiletí v 18. století zastával vysoké funkce u císařského dvora ve Vídni, kde byl nakonec nejvyšším komořím (1770–1774). V roce 1739 obdržel Řád zlatého rouna. Jako první z Auerspergů získal majetek v Čechách (Červený Hrádek) a na Moravě (Černá Hora).

## Kariéra

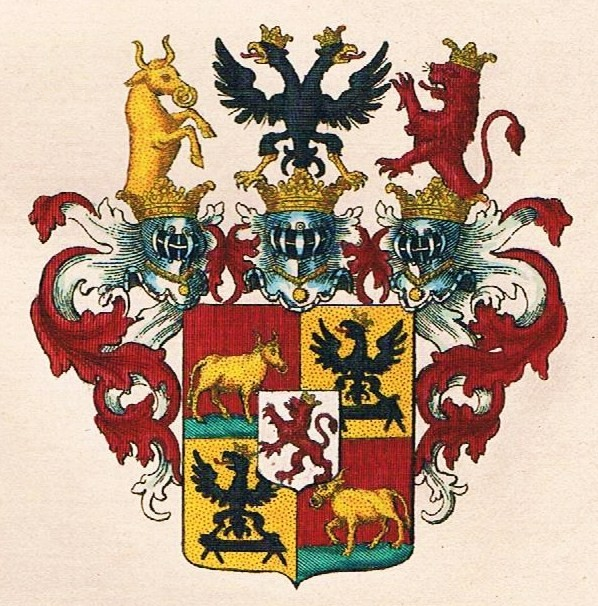
Knížecí erb rodu Auerspergů

Pocházel ze starého šlechtického rodu Auerspergů, byl nejmladším potomkem generála knížete Františka Karla z Auerspergu (1660–1713) a jeho manželky Marie Terezie, rozené hraběnky z Rappachu (1660–1741). Vzhledem k úmrtí svých starších bratrů v dětství se Jindřich Josef stal v roce 1713 hlavou rodu, poručnickou správu po dobu nezletilosti zajišťovala matka. Od mládí působil ve dvorských službách, stal se císařským komořím a později tajným radou. Za vlády Karla VI. zastával u dvora funkci nejvyššího maršálka (1735–1742) a v roce 1739 obdržel Řád zlatého rouna. Dlouholeté vysoké postavení u dvora si udržel i za vlády Marie Terezie, kdy byl postupně císařským nejvyšším štolbou (1742–1765) a nakonec císařským nejvyšším komořím (1770–1774). V roce 1770 obdržel velkokříž uherského Řádu sv. Štěpána.

## Majetek

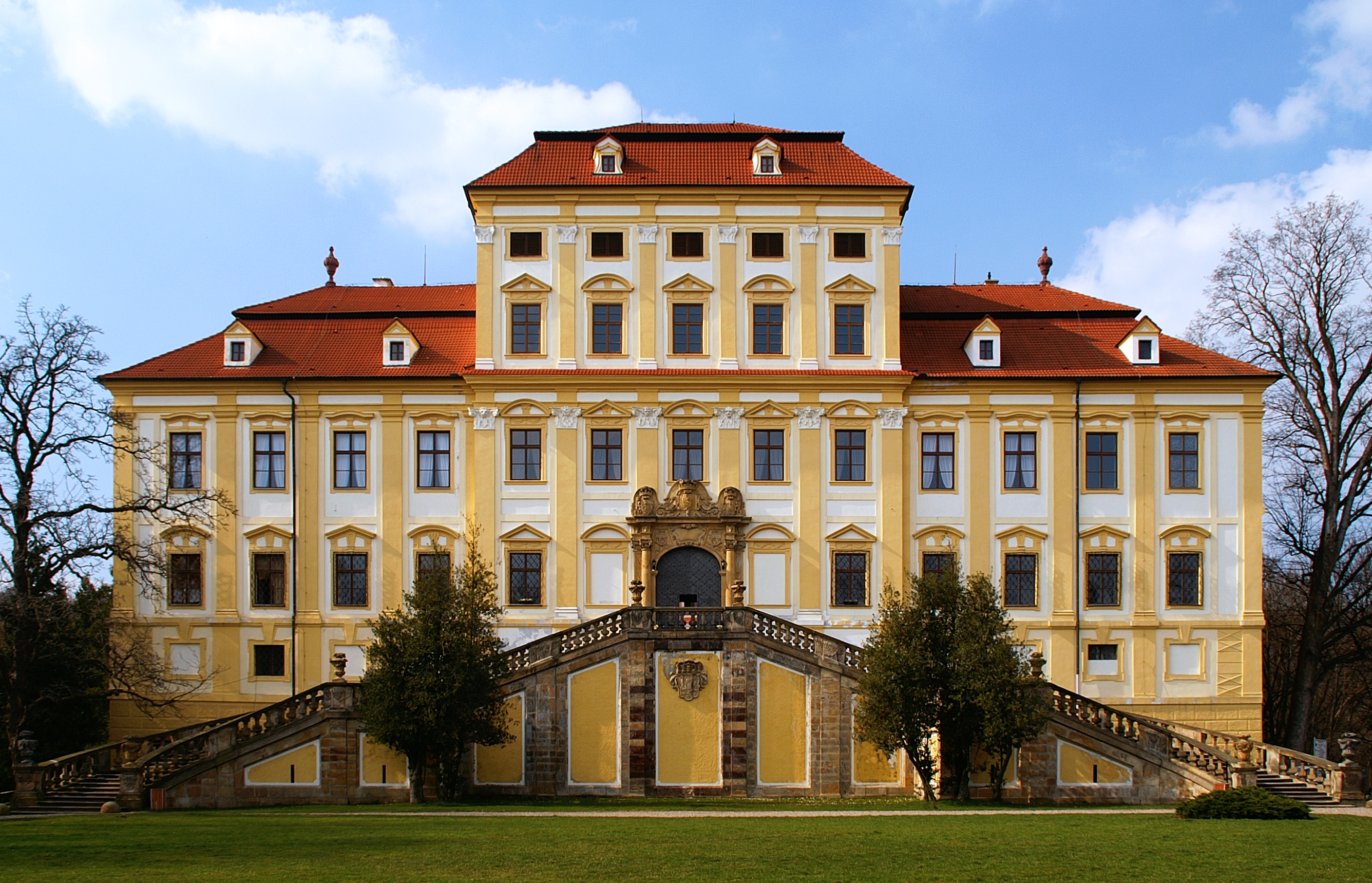
Zámek Červený Hrádek, majetek Auerspergů 1719–1771

Po otci zdědil rodové statky v Kraňsku, byl také majitelem Minsterberského knížectví ve Slezsku, které během dynastických válek 18. století připadlo Prusku (potomci nakonec v roce 1791 prodali knížectví pruským Hohenzollernům). Svým prvním sňatkem s princeznou Lichtenštejnovou získal majetek v Čechách a na Moravě. V severních Čechách byl spolumajitelem panství Červený Hrádek se statky Blatno a Údlice. Zámek Červený Hrádek sice nebyl hlavním rodovým sídlem, ale Auerspergové jej příležitostně navštěvovali. Po smrti své první manželky zdědil Jindřich Josef polovinu panství, druhou polovinu vlastnili společně tři potomci z prvního manželství. K Červenému Hrádku přikoupil v roce 1738 od Kolovratů statek Bílence. Zámek v Červeném Hrádku navštívil v roce 1765 císař Josef II. Na základě rodinné smlouvy se výhradním majitelem Červeného Hrádku stal v roce 1766 mladší syn Jan Adam (1721–1795), který celé panství prodal v roce 1771 za jeden milión zlatých Rottenhanům. Panství Černá Hora na jižní Moravě, taktéž z dědictví první manželky, vlastnil Jindřich Josef až do své smrti, poté jej zdědili synové František Jan (1741–1795) a František Xaver (1749–1808) z druhého manželství. Sídlo v Černé Hoře zůstalo stranou zájmu, hrad byl po vyhoření v roce 1724 jen provizorně opraven. Na návrší poblíž hradu byla za Auerspergů postavena hřbitovní kaple sv. Josefa (1720/1726).

## Rodina
V roce 1719 se oženil s princeznou Marií Dominikou z Lichtenštejna (1698–1724), dcerou knížete Jana Adama z Lichtenštejna a Erdmundy Terezie, rozené z Ditrichštejna. Po otci byla dědičkou panství Červený Hrádek v severních Čechách a Černá Hora na jižní Moravě, zemřela však již ve věku pětadvaceti let. 
O dva roky později se Josef Jindřich oženil podruhé s hraběnkou Marií Františkou Trautsonovou (1708–1761), dcerou císařského nejvyššího hofmistra knížete Jana Leopolda z Trautsonu. Z obou manželství pocházelo celkem dvanáct dětí, nejstarší dva synové díky sňatkům získali rozsáhlé majetky ve středních a východních Čechách. Obě nanželky Josefa Jindřicha z Auerspergu byly nositelkami Řádu hvězdového kříže.
- 1. Karel Josef Antonín (17. února 1720, Vídeň – 2. října 1800, Losenstein, Horní Rakousy), c. k. tajný rada, komoří, rytíř Řádu zlatého rouna, sňatkem získal panství Vlašim a Dolní Kralovice, manž, 1744 Marie Josefa z Trautsonu (25. srpna 1724, Vídeň – 10. května 1792, Praha)
- 2. Jan Adam Antonín (27. srpna 1721, Vídeň – 11. listopadu 1795, tamtéž), c. k. tajný rada, komoří, 1746 knížecí titul pro České království, sňatkem získal panství Žleby, Slatiňany, Tupadly, I. manž. 1746 Kateřina hraběnka ze Schönfeldu (1728–1753), II. manž. 1755 Marie Vilemína z Neippergu (30. dubna 1738 – 21. října 1775), dvorní dáma Marie Terezie, dlouholetá milenka Františka Štěpána Lotrinského
- 3. Marie Terezie (16. srpna 1722 – 13. září 1732)
- 4. Marie Anna (1730–1731)
- 5. Josef František Antonín (31. ledna 1734, Vídeň – 21. srpna 1795, Pasov), kníže-biskup v Pasově 1783–1795, kardinál 1789
- 6. Terezie (1735–1800), manžel 1758 Jan Josef hrabě Kinský (1734–1790), c. k. komoří, majitel panství Sloup v Čechách
- 7. Marie Antonie (30. září 1739 – 30. června 1816), manžel 1755 Gundakar Tomáš hrabě Wurmbrand-Stuppach (30. prosince 1735, Vídeň – 10. května 1791, Štýrský Hradec), c. k. tajný rada, komoří, dolnorakouský vládní rada
- 8. František Jan (5. září 1741 – 22. října 1795). c. k. komoří, generálmajor, spolumajitel panství Černá Hora, manž. Vincentia Anna von Rehbach (16. března 1760 – 29. října 1800)
- 9. Marie Anna (26. dubna 1743 – 1816), manž. 1760 Jan Josef Václav hrabě Bruntálský z Vrbna (1738–1819), c. k. tajný rada, komoří, majitel panství Fulnek a Krnsko
- 10. Jan Křtitel (28. února 1745 – 1816), kanovník v Pasově a Olomouci
- 11. Alois (20. března 1747 – 1816), c. k. komoří, plukovník, komtur Řádu německých rytířů v Lublani
- 12. František Xaver (19. června 1749 – 8. ledna 1808), c. k. komoří, polní podmaršál, spolumajitel panství Černá Hora, manž. 1803 Marie Alžběta Kounicová (27. ledna 1777, Praha – 17. ledna 1838, tamtéž)